# Toxopsiella horningi
Toxopsiella horningi là một loài nhện trong họ Deinopidae. T. horningi được miêu tả năm 1979 bởi Raymond Robert Forster.